# مازدا سينتيا
مازدا سينتيا (بالإنجليزية: Mazda Sentia)‏ هي سيارة من تصنيع شركة مازدا.